# Мезоза слоникоподібна
Мезо́за слоникоподі́бна (Mesosa curculionoides Linnaeus, 1758 = Cerambyx argus Voet, 1778 = Leptura oculata Geoffroy, 1785) — вид жуків з родини вусачів.

## Хорологія
M. curculionoides належить до транспалеарктичних видів палеарктичного зооґеографічного комплексу. Ареал охоплює Європу, Кавказ, Росію, Північний Казахстан, Сибір. В регіоні Українських Карпат звичайний, іноді масовий вид. Зустрічається, здебільшого, в передгір'ях, у гірську частину заходить на південно-східному макросхилі.

## Екологія
Комахи трапляються на вітровалах та вирубках, в купах дров та на стовбурах дерев, квітів не відвідують. Літ триває з квітня по серпень. Личинка розвивається в деревині листяних порід.

## Морфологія

### Імаго
M. curculionoides — це середнього розміру жуки, довжиною до 20 мм. Тіло валькувате, вкрите дрібними сірими волосками, темне. На сірому фоні передньоспинки, з кожної сторони, виділяються дві оксамитово-чорні волосяні плями облямовані охристо-жовтими смужками волосків. Такі ж плями наявні й на надкрилах: дві невеликі при зовнішньому краю на середині, одна велика і маленька, яка часто зникає, у вершинній третині.

### Личинка
Передня частина лоба личинки з поздовжніми борознами. Вусики маленькі, 3-членикові. З кожної сторони голови по 1 вічку. Гіпостом із зубцями. Мандибули довгі, з плавно вирізаним ріжучим краєм. Ментум зливається з субментумом. Пронотум в основній половині голий, блискучий, з поздовжніми борознами. Черевні мозолі ґранульовані: дорзальні в 3-4 ряди, вентральні — в 2. Дихальця маленькі, овальні, з краєвими камерами. 9-й сегмент з маленьким шипиком.

## Життєвий цикл
Генерація — дворічна.